# Kharaelakhita
La kharaelakhita és un mineral de la classe dels sulfurs. Rep el seu nom de l'altiplà de Kharaelakh, molt a prop d'on va ser descoberta.

## Característiques
La kharaelakhita és un sulfur de fórmula química (Cu,Pt,Pb,Fe,Ni)9S₈. Cristal·litza en el sistema ortoròmbic. Forma cristalls allargats, de fins a 120 micròmetres, i prims rims sobre braggita i cooperita.
Segons la classificació de Nickel-Strunz, la kharaelakhita pertany a «02.B - Sulfurs metàl·lics, M:S > 1:1 (principalment 2:1), amb Ni» juntament amb els següents minerals: horomanita, samaniïta, heazlewoodita, oregonita, vozhminita, arsenohauchecornita, bismutohauchecornita, hauchecornita, tel·lurohauchecornita, tučekita, argentopentlandita, cobaltopentlandita, geffroyita, godlevskita, manganoshadlunita, pentlandita, shadlunita i sugakiïta.

## Formació i jaciments
És un mineral d'origen hidrotermal. Va ser descoberta l'any 1985 a la mina Komsomol'skii, a Norilsk, a la Península de Taimir (Taimíria, Rússia). També se n'ha trobat al dipòsit de coure i níquel d'Oktyabrskoe, molt a prop de la seva localitat tipus. Sol trobar-se associada a altres minerals com: braggita, cooperita, calcopirita, bornita o mil·lerita.